# Bruge
Bruge (occità) o Bruges (francès) és un municipi francès, al departament de la Gironda (regió de la Nova Aquitània). Limita amb els municipis de Lo Boscat, Blancahòrt, Aisinas i Bordeus.

## Demografia
| 1962                                       | 1968  | 1975  | 1982  | 1990  | 1999   | 2007   |
| ------------------------------------------ | ----- | ----- | ----- | ----- | ------ | ------ |
| 5.349                                      | 6.612 | 7.610 | 7.686 | 8.753 | 10.610 | 13.605 |
| Des de 1962: població sense dobles comptes |       |       |       |       |        |        |

## Administració
| Període   | Identitat        | Partit           |
| --------- | ---------------- | ---------------- |
| 1995-2010 | Bernard Seurot   | RPR, després UMP |
| 2010-     | Brigitte Terraza | Divers gauche    |